# William Bray
William Bray war ein englischer Fußballspieler in Mexiko. 
Der in der Region von Pachuca arbeitende Bray gehörte im Jahr 1900 zur ersten Fußballmannschaft des ältesten mexikanischen Fußballvereins Pachuca AC, der zu den Gründungsmitgliedern der 1902/03 erstmals ausgetragenen Fußballmeisterschaft von Mexiko gehörte. 
Bray spielte nachweislich etwa ein Jahrzehnt für Pachuca und gehörte zur Meistermannschaft der Saison 1904/05. In der Saison 1908/09 war Bray – gemeinsam mit dem Mexikaner Jorge Gómez De Parada vom Ligakonkurrenten Reforma Athletic Club – Torschützenkönig der mexikanischen Liga.

## Erfolge
- Mexikanischer Meister: 1905
- Mexikanischer Pokalsieger: 1908
- Torschützenkönig: 1909 (drei Tore in vier Spielen)